# Verbîțea, Jîdaciv
Verbîțea (în ucraineană Вербиця) este localitatea de reședință a comunei Verbîțea din raionul Jîdaciv, regiunea Liov, Ucraina.

## Demografie
Componența lingvistică a localității Verbîțea
     Ucraineană (99,36%)
     Alte limbi (0,64%)
Conform recensământului din 2001, majoritatea populației localității Verbîțea era vorbitoare de ucraineană (99,36%), existând în minoritate și vorbitori de alte limbi.